# 布赖恩·威尔金森
布赖恩·威尔金森（英語：Brian Wilkinson，1938年2月12日—），澳大利亚男子游泳运动员。他曾代表澳大利亚参加1958年大英帝国和英联邦运动会游泳比赛，获得一枚金牌和一枚铜牌。